# Баскетболист года конференции Ohio Valley
Баскетболист года конференции Ohio Valley (англ. Ohio Valley Conference Men's Basketball Player of the Year) — ежегодная баскетбольная награда, вручаемая по результатам голосования лучшему баскетболисту среди студентов конференции Ohio Valley (OVC), входящей в первый дивизион NCAA. Голосование проводится среди главных тренеров команд, входящих в конференцию, причём свои голоса тренеры подают по окончании регулярного чемпионата, но перед стартом плей-офф, то есть в начале марта, однако они не могут голосовать за своих собственных игроков. Награда была учреждена и впервые вручена Харольду Сердженту из университета штата Кентукки в Морхиде в сезоне 1962/63 годов.
Конференция официально начала свою деятельность в 1948 году, и тогда в неё входило шесть команд, в 1949 году в неё включили ещё две команды, и одна команда покинула конференцию, в 1952 году её ряды пополнила ещё одна команда, и две покинули её, в 1957 году их число увеличилось до семи. С течением времени, при образовании новых университетов, количество команд в конференции увеличилось до восьми (на данный момент их двенадцать). В 2003 году в её состав вошли команды университета штата Алабама в Джэксонвилле и Сэмфордского университета, но в 2008 году последняя была переведена в Южную конференцию. В том же году в конференцию была включена команда университета Южного Иллинойса в Эдуардсвилле, а 2012 году — команда университета Бельмонта.
Пятнадцать игроков, Клем Хаскинс, Джим Макдэниелс, Лес Тейлор, Отис Ховард, Джерри Бек, Джо Якубик, Джефф Мартин, Попай Джонс, Карлос Роджерс, Маркус Браун, Лестер Хадсон, Кеннет Фарид, Айзея Канаан, Эван Брэддс и Терри Тейлор, выигрывали этот трофей по несколько раз, причём только Хаскинс получал его три раза. Четыре раза обладателями этой премии становились по два игрока (1968, 1976, 1983 и 2013). Чаще других победителями в этой номинации становились баскетболисты университета штата Кентукки в Маррее (21 раз), университета Остина Пи и университета штата Кентукки в Морхиде (по 8 раз), университета Западного Кентукки (7 раз).

## Легенда
|           | Сообладатели награды |
| Игрок (X) | Количество титулов   |

## Победители
| Сезон   | Игрок               | Фото | Университет                                        | Позиция                                     | Год обучения | Примечания |
| ------- | ------------------- | ---- | -------------------------------------------------- | ------------------------------------------- | ------------ | ---------- |
| 1962/63 | Харольд Серджент    |      | Университет штата Кентукки в Морхиде               | Разыгрывающий защитник                      | Второй       |            |
| 1963/64 | Джим Дженнингс      |      | Университет штата Кентукки в Маррее                | Тяжёлый форвард / Лёгкий форвард            | Четвёртый    |            |
| 1964/65 | Клем Хаскинс        |      | Университет Западного Кентукки                     | Атакующий защитник / Разыгрывающий защитник | Второй       |            |
| 1965/66 | Клем Хаскинс (2)    |      | Университет Западного Кентукки                     | Атакующий защитник / Разыгрывающий защитник | Третий       |            |
| 1966/67 | Клем Хаскинс (3)    |      | Университет Западного Кентукки                     | Атакующий защитник / Разыгрывающий защитник | Четвёртый    |            |
| 1967/68 | Уэйн Чепмен         |      | Университет Западного Кентукки                     | Лёгкий форвард / Атакующий защитник         | Четвёртый    |            |
| 1967/68 | Скитер Свифт        |      | Государственный университет Восточного Теннесси    | Атакующий защитник                          | Третий       |            |
| 1968/69 | Клод Вирден         |      | Университет штата Кентукки в Маррее                | Лёгкий форвард                              | Второй       |            |
| 1969/70 | Джим Макдэниелс     |      | Университет Западного Кентукки                     | Центровой / Тяжёлый форвард                 | Третий       |            |
| 1970/71 | Джим Макдэниелс (2) |      | Университет Западного Кентукки                     | Центровой / Тяжёлый форвард                 | Четвёртый    |            |
| 1971/72 | Лес Тейлор          |      | Университет штата Кентукки в Маррее                | Лёгкий форвард                              | Третий       |            |
| 1972/73 | Лес Тейлор (2)      |      | Университет штата Кентукки в Маррее                | Лёгкий форвард                              | Четвёртый    |            |
| 1973/74 | Флай Уильямс        |      | Университет Остина Пи                              | Атакующий защитник / Разыгрывающий защитник | Второй       |            |
| 1974/75 | Джордж Соррелл      |      | Государственный университет Среднего Теннесси      | Тяжёлый форвард                             | Четвёртый    |            |
| 1975/76 | Джонни Бритт        |      | Университет Западного Кентукки                     | Разыгрывающий защитник                      | Четвёртый    |            |
| 1975/76 | Тим Сиснерос        |      | Государственный университет Среднего Теннесси      | Центровой                                   | Четвёртый    |            |
| 1976/77 | Отис Ховард         |      | Университет Остина Пи                              | Тяжёлый форвард / Лёгкий форвард            | Третий       |            |
| 1977/78 | Отис Ховард (2)     |      | Университет Остина Пи                              | Тяжёлый форвард / Лёгкий форвард            | Четвёртый    |            |
| 1978/79 | Джеймс Тиллмен      |      | Университет Восточного Кентукки                    | Тяжёлый форвард / Лёгкий форвард            | Третий       |            |
| 1979/80 | Гэри Хукер          |      | Университет штата Кентукки в Маррее                | Тяжёлый форвард                             | Четвёртый    |            |
| 1980/81 | Джерри Бек          |      | Государственный университет Среднего Теннесси      | Лёгкий форвард / Тяжёлый форвард            | Третий       |            |
| 1981/82 | Джерри Бек (2)      |      | Государственный университет Среднего Теннесси      | Лёгкий форвард / Тяжёлый форвард            | Четвёртый    |            |
| 1982/83 | Глен Грин           |      | Университет штата Кентукки в Маррее                | Лёгкий форвард                              | Четвёртый    |            |
| 1982/83 | Джо Якубик          |      | Акронский университет                              | Атакующий защитник                          | Третий       |            |
| 1983/84 | Джо Якубик (2)      |      | Акронский университет                              | Атакующий защитник                          | Четвёртый    |            |
| 1984/85 | Стивен Кайт         |      | Технологический университет Теннесси               | Лёгкий форвард / Тяжёлый форвард            | Третий       |            |
| 1985/86 | Марсель Бойс        |      | Акронский университет                              | Лёгкий форвард                              | Четвёртый    |            |
| 1986/87 | Боб Маккэнн         |      | Университет штата Кентукки в Морхиде               | Лёгкий форвард / Тяжёлый форвард            | Четвёртый    |            |
| 1987/88 | Джефф Мартин        |      | Университет штата Кентукки в Маррее                | Атакующий защитник / Разыгрывающий защитник | Третий       |            |
| 1988/89 | Джефф Мартин (2)    |      | Университет штата Кентукки в Маррее                | Атакующий защитник / Разыгрывающий защитник | Четвёртый    |            |
| 1989/90 | Попай Джонс         |      | Университет штата Кентукки в Маррее                | Тяжёлый форвард                             | Второй       |            |
| 1990/91 | Попай Джонс (2)     |      | Университет штата Кентукки в Маррее                | Тяжёлый форвард                             | Третий       |            |
| 1991/92 | Бретт Робертс       |      | Университет штата Кентукки в Морхиде               | Лёгкий форвард                              | Четвёртый    |            |
| 1992/93 | Карлос Роджерс      |      | Университет штата Теннесси в Нэшвилле              | Тяжёлый форвард / Центровой                 | Третий       |            |
| 1993/94 | Карлос Роджерс (2)  |      | Университет штата Теннесси в Нэшвилле              | Тяжёлый форвард / Центровой                 | Четвёртый    |            |
| 1994/95 | Маркус Браун        |      | Университет штата Кентукки в Маррее                | Атакующий защитник / Разыгрывающий защитник | Третий       |            |
| 1995/96 | Маркус Браун (2)    |      | Университет штата Кентукки в Маррее                | Атакующий защитник / Разыгрывающий защитник | Четвёртый    |            |
| 1996/97 | Бубба Уэллс         |      | Университет Остина Пи                              | Атакующий защитник / Лёгкий форвард         | Четвёртый    |            |
| 1997/98 | Де’Тери Мэйес       |      | Университет штата Кентукки в Маррее                | Разыгрывающий защитник / Атакующий защитник | Четвёртый    |            |
| 1998/99 | Бад Эли             |      | Государственный университет Юго-Восточного Миссури | Центровой                                   | Четвёртый    |            |
| 1999/00 | Обри Риз            |      | Университет штата Кентукки в Маррее                | Разыгрывающий защитник                      | Четвёртый    |            |
| 2000/01 | Трентон Хасселл     |      | Университет Остина Пи                              | Атакующий защитник / Лёгкий форвард         | Третий       | [ 1 ]      |
| 2001/02 | Генри Домеркант     |      | Университет Восточного Иллинойса                   | Атакующий защитник                          | Третий       | [ 2 ]      |
| 2002/03 | Рики Минард         |      | Университет штата Кентукки в Морхиде               | Атакующий защитник / Разыгрывающий защитник | Третий       | [ 3 ]      |
| 2003/04 | Катберт Виктор      |      | Университет штата Кентукки в Маррее                | Лёгкий форвард / Тяжёлый форвард            | Четвёртый    | [ 4 ]      |
| 2004/05 | Вилли Дженкинс      |      | Технологический университет Теннесси               | Центровой / Тяжёлый форвард                 | Четвёртый    | [ 5 ]      |
| 2005/06 | Джей Ар Мерритт     |      | Сэмфордский университет                            | Тяжёлый форвард                             | Четвёртый    | [ 6 ]      |
| 2006/07 | Дрейк Рид           |      | Университет Остина Пи                              | Лёгкий форвард                              | Второй       | [ 7 ]      |
| 2007/08 | Лестер Хадсон       |      | Университет Теннесси в Мартине                     | Разыгрывающий защитник                      | Третий       | [ 8 ]      |
| 2008/09 | Лестер Хадсон (2)   |      | Университет Теннесси в Мартине                     | Разыгрывающий защитник                      | Четвёртый    | [ 9 ]      |
| 2009/10 | Кеннет Фарид        |      | Университет штата Кентукки в Морхиде               | Тяжёлый форвард / Центровой                 | Третий       | [ 10 ]     |
| 2010/11 | Кеннет Фарид (2)    |      | Университет штата Кентукки в Морхиде               | Тяжёлый форвард / Центровой                 | Четвёртый    | [ 11 ]     |
| 2011/12 | Айзея Канаан        |      | Университет штата Кентукки в Маррее                | Разыгрывающий защитник / Атакующий защитник | Третий       | [ 12 ]     |
| 2012/13 | Айзея Канаан (2)    |      | Университет штата Кентукки в Маррее                | Разыгрывающий защитник / Атакующий защитник | Четвёртый    | [ 13 ]     |
| 2012/13 | Иан Кларк           |      | Университет Бельмонта                              | Атакующий защитник                          | Четвёртый    | [ 13 ]     |
| 2013/14 | Джей Джей Манн      |      | Университет Бельмонта                              | Лёгкий форвард                              | Четвёртый    | [ 14 ]     |
| 2014/15 | Кэмерон Пэйн        |      | Университет штата Кентукки в Маррее                | Разыгрывающий защитник                      | Второй       | [ 15 ]     |
| 2015/16 | Эван Брэддс         |      | Университет Бельмонта                              | Тяжёлый форвард                             | Третий       | [ 16 ]     |
| 2016/17 | Эван Брэддс (2)     |      | Университет Бельмонта                              | Тяжёлый форвард                             | Четвёртый    | [ 17 ]     |
| 2017/18 | Джонатан Старк      |      | Университет штата Кентукки в Маррее                | Разыгрывающий защитник                      | Четвёртый    | [ 18 ]     |
| 2018/19 | Джа Морант          |      | Университет штата Кентукки в Маррее                | Разыгрывающий защитник                      | Второй       | [ 19 ]     |
| 2019/20 | Терри Тейлор        |      | Университет Остина Пи                              | Тяжёлый форвард                             | Третий       | [ 20 ]     |
| 2020/21 | Терри Тейлор (2)    |      | Университет Остина Пи                              | Тяжёлый форвард                             | Четвёртый    | [ 21 ]     |
| 2021/22 | Кей Джей Уильямс    |      | Университет штата Кентукки в Маррее                | Тяжёлый форвард                             | Четвёртый    | [ 22 ]     |
| 2022/23 | Марк Фримен         |      | Университет штата Кентукки в Морхиде               | Разыгрывающий защитник                      | Четвёртый    | [ 23 ]     |
| 2023/24 | Райли Миникс        |      | Университет штата Кентукки в Морхиде               | Лёгкий форвард                              | Пятый        | [ 24 ]     |
| 2024/25 | Рей’Шон Тейлор      |      | Университет Южного Иллинойса в Эдвардсвилле        | Атакующий защитник                          | Пятый        | [ 25 ]     |